# ランズ・エンド (岬)

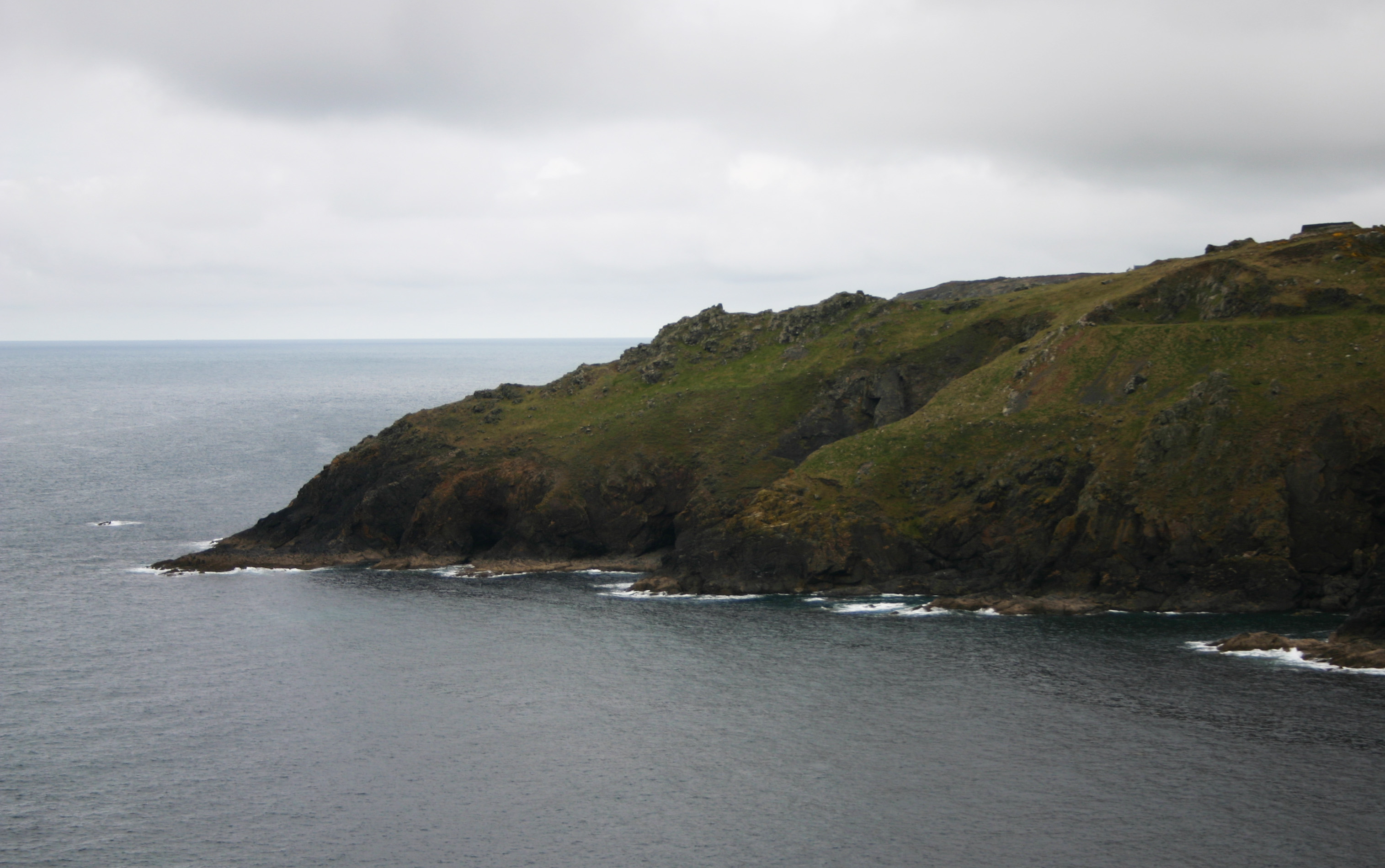
イングランド本土最西端 「ランズ・エンド岬」

| グレートブリテン島における位置 |  | グレートブリテン島における位置 |
| グレートブリテン島における位置 |  |                                |

ランズ・エンド (英: Land's End、コーンウォール語: Penn an Wlas) は、コーンウォール州の西端に位置するペンウィズ半島の、突端にある岬のこと。そのまた突端のDr Syntax's Headは、「イングランド本土最西端」である。

## 概要
岬の周囲は海食崖になっており、沖合いにはシリー諸島や灯台のあるロングシップス島が見える。スコットランド最北端の村ジョン・オグローツとともに、「地の果て」の象徴とされる。
「グレートブリテン島最西端」でもあると言われることがあるが、誤りである。実際には、スコットランドのCorrachadh Mòrの方が、約36km（22マイル）西にある。
2012年には、ロンドン五輪の聖火リレーの出発地（5月19日）となった。